# 横浜シンフォニエッタ
横浜シンフォニエッタ（よこはまシンフォニエッタ）は、日本のオーケストラ。

## 来歴
1998年TOMATOフィルハーモニー管弦楽団として東京藝術大学学内にて創立。2005年に横浜シンフォニエッタヘと改称。創立時より音楽監督に山田和樹を擁し、横浜に活動拠点を置くオーケストラとして国内外で演奏活動を展開している。
2013年フランス・ナントのラ・フォル・ジュルネ音楽祭へ日本の楽団として初めて招聘され、2015年韓国（統営・国際音楽祭）、2017年および2019年ロシア（モスクワ・ロストロポーヴィチ国際音楽祭）と海外の音楽祭にて公演を重ねる。CDリリースも多数、題名のない音楽会にも度々出演している。2013年にはその功績を高く評価され横浜文化賞文化・芸術奨励賞を受賞。2014年2月のサントリーホール公演では当時の皇后（現・上皇后）が臨席した。